# الحركة الدولية للصليب الأحمر والهلال الأحمر
حركة الهلال الأحمر والصليب الأحمر الدولي هي حركة إنسانية دولية، مهمتهما هي حماية حياة الإنسان وصحته، والمقصود بصحته صحته النفسية والجسدية. لضمان كرامته الإنسانية وتخفيف المعاناة عنه دون أيّ تمييز مستند على الجنسية أو الجنس أو المعتقدات الدينية أو اللون أَو الآراء السياسية للإنسان. الحركة تشمل عدة منظمات مستقلة قانونيا عن بعضهم البعض، لكنهم متحدين ضمن الحركة من خلال المبادئ الأساسية المشتركة، وأهداف، ورموز، وقوانين، وأعضاء حاكمة. والحركة لَها عِدّة أجزاء:
- -(بالإنجليزية: The International Committee of the Red Cross)‏ - ICRC إن اللجنة الدولية للصليب الأحمر هي مؤسسة إنسانية خاصة ومستقلة أُسست عام 1863 في جنيف، سويسرا. عدد أعضاء هذه اللجنة هو 25 عضو لهم سلطة فريدة تحت القانون الإنساني الدولي لحماية الحياة وكرامة ضحايا النزاعات المسلَّحة الدولية والمحلية.
- -(بالإنجليزية: The International Federation of Red Cross and Red Crescent Societies)‏ -IFRC الاتحاد الدولي لجمعيات الصليب الأحمرِ والهلال الأحمرِ ،أسس في العام 1919 واليوم يعمل على تنسيق النشاطات بين 185 من الجمعيات الوطنية للصليب الأحمر والهلال الأحمر ضمن الحركة. على مستوى دولي، الاتحاد يقود وينظّم، بالتعاون الوثيقِ بالجمعيات الوطنية، مهام المساعدة والإغاثة التي تنجم عن حالات طوارئ واسعة النطاقِ. إنّ أمانة الاتحاد الدولية مقرّها في جنيف، سويسرا.
- (بالإنجليزية: National Red Cross and Red Crescent Societies)‏ الجمعيات الوطنية للصليب الأحمر والهلال الأحمر موجودة تقريباً في كل دولة في العالم. حالياً يوجد 185 جمعية معترف بها من قبل أعضاء اللجنة اعتراف كامل. تعمل كل جمعية في بلدها الأم طبقاً لمبادئ القانونِ الإنسانيِ الدوليِ وقوانينِ الحركة الدولية. اعتماداً على ظروفهم المعينة ونفوذهم. قد تواجه الجمعيات الوطنية مهام إنسانية إضافية غير معرفة بشكل مباشر في القانون الإنساني الدولي أو تفويضات الحركة الدولية.

وهي سبعة أساسيات : الإنسانية - الحياد - عدم التحيز - الاستقلالية - الخدمة التطوعية - الوحدة - العالمية.

## تاريخ الحركة

### المؤتمر الدولي
عُقد المؤتمر الدولي الذي نظمته اللجنة منذ 26 إلى 29 أكتوبر 1863 في جينيف لوضع الإجراءات اللازمة من أجل تحسين الخدمات الطبية في ساحات المعارك. حضر المؤتمر 36 فردًا من ضمنهم ثمانية عشر مندوب رسمي عن الحكومات الوطنية، وستة مندوبين عن المنظمات غير الحكومية، وسبعة مندوبين أجانب غير رسميين، وأعضاء اللجنة الدولية الخمسة. تشمل الدول والممالك التي مثلها المندوبون الرسميون: الإمبراطورية النمساوية، ودوقية بادن الكبرى، ومملكة بافاريا، والإمبراطورية الفرنسية الثانية، ومملكة هانوفر، ودوقية هسن الكبرى، ومملكة إيطاليا، ومملكة هولندا، ومملكة بروسيا، والإمبراطورية الروسية، ومملكة ساكسونيا، وإسبانيا، والاتحاد بين السويد والنرويج، والمملكة المتحدة لبريطانيا العظمى وأيرلندا.
تضمنت المقترحات التي كتبت في القرار النهائي للمؤتمر الذي أُقر في التاسع والعشرين من أكتوبر 1863 ما يلي:
- تأسيس جمعيات وطنية لإغاثة الجنود الجرحى.
- التزام الحياد وحماية الجنود الجرحى.
- الاستفادة من قوات المتطوعين لتقديم المساعدات الإغاثية في ساحة المعركة.
- عقد مؤتمرات إضافية لتنفيذ هذه المفاهيم.
- اتخاذ رمز حماية مشترك ومميز للعاملين في المجال الطبي في الميدان، ألا وهو سوار أبيض يحمل صليبًا أحمر.

### اتفاقية جنيف والجمعيات الوطنية واللجنة الدولية للصليب الأحمر
دعت الحكومة السويدية بعد سنة فقط الدول الأوروبية كلها والولايات المتحدة الأمريكية وإمبراطورية البرازيل والإمبراطورية المكسيكية الثانية لحضور المؤتمر الدبلوماسي الرسمي. أرسلت ست عشرة دولة 26 من مندوبيها إلى جينيف. أقر المؤتمر في 22 أغسطس 1864 أول اتفاقية من اتفاقيات جنيف «لتحسين حالة جنود الجيش الجرحى في الميدان». وقع ممثلو 12 دولة ومملكة على الاتفاقية.
- سويسرا
- دوقية بادن العظمى
- بلجيكا
- الدنمارك
- مملكة إسبانيا
- الإمبراطورية الفرنسية
- إيطاليا
- هولندا
- مملكة البرتغال
- بروسيا
- قالب:بيانات بلد Kingdom of Württemberg

تضمنت الاتفاقية عشرة بنود نصت لأول مرة على قواعد ملزمة قانونيًا لضمان التزام الحياد وحماية الجنود الجرحى والأطقم الطبية وبعض المؤسسات الإنسانية المحددة في النزاعات المسلحة.
تأسست أول جمعيات وطنية مباشرةً بعد إقرار اتفاقية جنيف في بلجيكا والدنمارك وفرنسا ودوقية أولدنبرغ الكبرى وإيطاليا وبروسيا وإسبانيا وفورتمبيرغ. أصبح لويس أبيا وتشارلز فان دي فيلدي، قائد القوات الهولندية البرية، في عام 1864 أول مندوبين مستقلين ومحايدين يعملان تحت رمز الصليب الأحمر في النزاعات المسلحة.
صادقت الحكومة العثمانية على هذه المعاهدة في 5 يوليو 1865. تأسست منظمة الهلال الأحمر التركي في الإمبراطورية العثمانية عام 1868، ويرجع ذلك جزئيًا إلى تجربة حرب القرم (1853 – 1856)، وفيها تسببت الأمراض في موت ومعاناة العديد من الجنود الأتراك أكثر من المعارك التي خاضوها. كانت أول جمعية هلال أحمر من نوعها وواحدة من أهم المنظمات الخيرية في العالم الإسلامي.
عُقد أول مؤتمر دولي لجمعيات المساعدة الوطنية لرعاية جرحى الحرب في عام 1867. اضطر جان هنري دونان إلى إعلان إفلاسه عام 1867 بسبب فشل أعماله في الجزائر، ويرجع ذلك جزئيًا إلى إهماله لمصالح أعماله في أثناء قيامه الدؤوب بالأنشطة من أجل الجمعية الدولية. أدى الجدل المحيط بمعاملات دونان التجارية والرأي العام السلبي الناتج عن ذلك، بالإضافة إلى الصراع المستمر مع جوستاف مونييه إلى طرد دونان من منصب عضو وأمين الجمعية. اتُهم بالإفلاس الاحتيالي وصدرت مذكرة اعتقال بحقه. أ ُجبر بالتالي على مغادرة جنيف، ولم يعد أبدًا إلى مدينته الأصلية.
تأسست الجمعيات الوطنية في كل دولة أوروبا في السنوات التالية. لاقى المشروع صدى جيدًا بسبب المشاعر الوطنية التي كانت في ازدياد في أواخر القرن التاسع عشر، وغالبًا ما شُجعت الجمعيات الوطنية إذ اعتُبرت دلالة على تفوق أخلاق الأمة. أقرت اللجنة اسم «اللجنة الدولية للصليب الأحمر» في عام 1876 الذي لا يزال اسمها الرسمي إلى اليوم. تأسس الصليب الأحمر الأمريكي بعد خمس سنوات بفضل جهود كلارا بارتون. وقعت المزيد والمزيد من الدول على اتفاقية جنيف وبدأت الالتزام بتطبيقها في أثناء النزاعات المسلحة. اكتسب الصليب الأحمر في فترة قصيرة نسبيًا زخمًا هائلًا وحظيت الحركة بالاحترام الدولي، وأصبحت الجمعيات الوطنية تحظى بشعبية متزايدة باعتبارها أماكن مناسبة للعمل التطوعي.
أرادت اللجنة النرويجية لجائزة نوبل عند منح جائزة نوبل للسلام لأول مرة في عام 1901 أن تعطيها بشكل مشترك لجان هنري دونان وفريدريك باسي، وهما من أبرز الدعاة للسلامية على مستوى العالم. ما يعد أكثر أهمية من شرف الحصول على الجائزة هو أن هذه الجائزة جاءت لتكون بمثابة إعادة تأهيل متأخرة لجان هنري دونان وتكريم لدوره الرئيسي في تشكيل الصليب الأحمر. توفي دونان بعد تسع سنوات في منتجع هايدن الصحي الصغير في سويسرا. توفي أيضًا خصمه القديم جوستاف مونييه قبل شهرين فقط، بعد أن ترك بصمة في تاريخ اللجنة باعتباره أطول من تولى رئاستها على الإطلاق.
عٌدلت اتفاقية جنيف التي صدرت عام 1864 لأول مرة في عام 1906. وُسع نطاق اتفاقية جنيف بعد سنة لتشمل الحرب البحرية بموجب اتفاقيتا لاهاي 1899 و1907 اللتين اُعتمدتا في مؤتمر السلام الدولي الثاني في لاهاي. كان هناك نحو 45 جمعية وطنية للإغاثة حول العالم قبل اشتعال الحرب العالمية الأولى بقليل في عام 1914 وبعد 50 سنة من تأسيس اللجنة الدولية للصليب الأحمر واعتماد اتفاقية جنيف الأولى. اتسعت الحركة لتتعدى حدود أوروبا وأمريكا الشمالية إلى أمريكا الوسطى والجنوبية (الأرجنتين والجمهورية البرازيلية الأولى وتشيلي وكوبا والمكسيك وبيرو والسلفادور الأوروغواي الشرقية وفنزويلا)، وآسيا (الصين واليابان وتايلاند)، وإفريقيا (جنوب إفريقيا).

## أجزاء الجمعية
- اللجنة الدولية للصليب الأحمر
- الاتحاد الدولي لجمعيات الصليب الأحمر والهلال الأحمر
- الجمعيات الوطنية للصليب الأحمر والهلال الأحمر

## مقالات ذات صلة
- قائمة جمعيات الهلال الأحمر والصليب الأحمر
- شعارات الحركة الدولية للصليب الأحمر والهلال الأحمر
- الهلال الأحمر

## وصلات خارجية
- الحركة الدولية للصليب الأحمر والهلال الأحمر(ICRC)
- International Red Cross and Red Crescent Movement
- Standing Commission of the Red Cross and Red Crescent
- موقع اللجنة الدولية للصليب الأحمر(ICRC)
- International Federation of Red Cross and Red Crescent Societies (IFRC)